# مساجد السلاطين

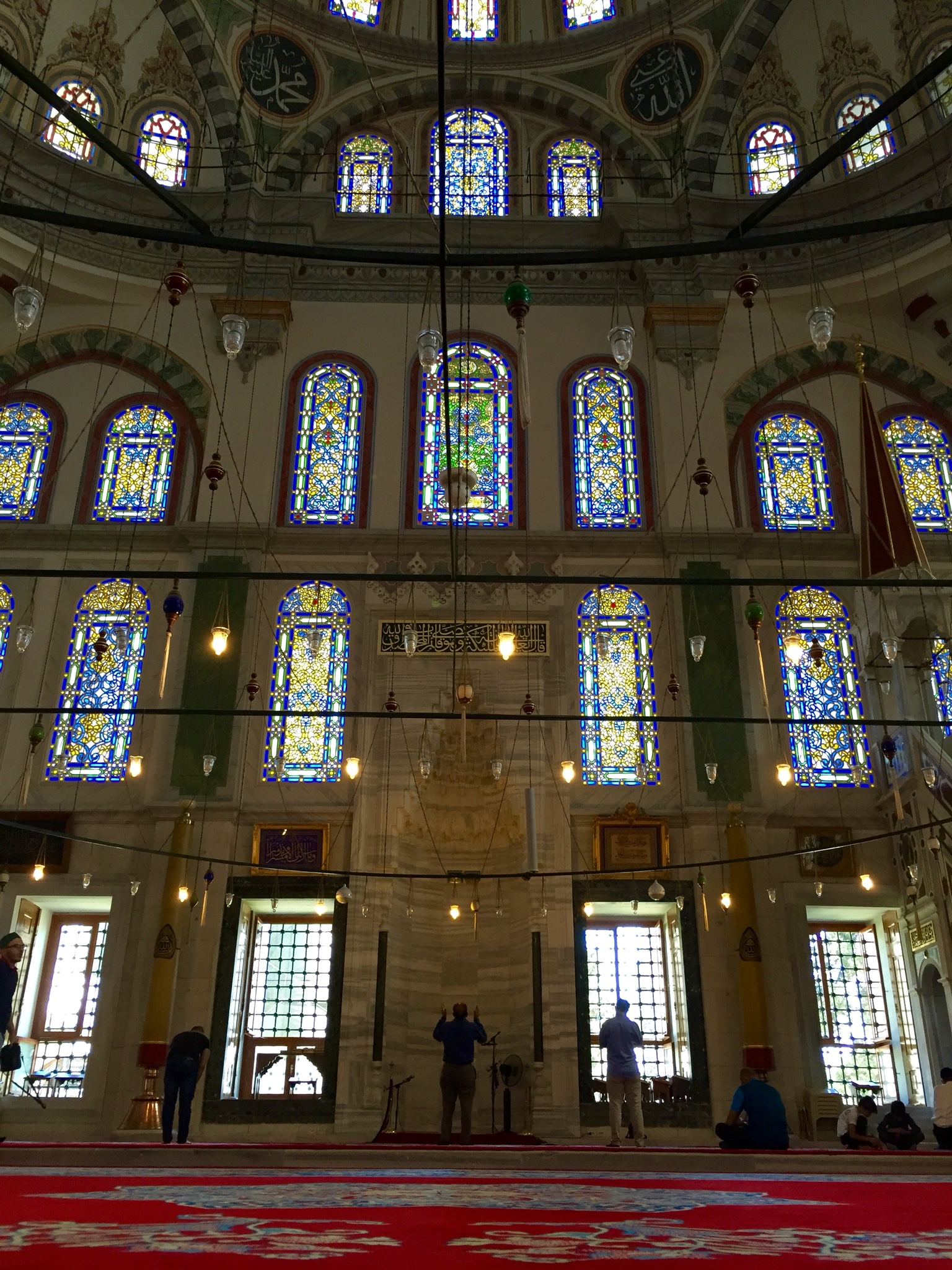
محراب مسجد الفاتح، أحد مساجد السلاطين الكائنة في إسطنبول. يُلاحظ ضخامة البناء.

مساجد السلاطين (بالتركية: Selatin camileri)، هي المساجد التي بناها سلاطين الدولة العثمانية. وقد كان جامع بورصة الكبير والجامع الأخضر في مدينة بورصة، أول المساجد التي بناها السلاطين في أوائل العصر العثماني.

## أول مسجد سلطان
على الرغم من أن متحف آيا صوفيا قد تم تحويله على يد محمد الفاتح من كاتدرائية إلى مسجد بعد فتح القسطنطينية، بما فيه من عبقرية معمارية لتحويل مبنى الكنيسة إلى جامع، إلا أن أول مسجد سلطان تم الإتفاق عليه هو مسجد الفاتح الذي بناه السلطان محمد الفاتح بإسطنبول بعد أن فتح القسطنطينية.
ويعتبر أقدم مسجد سلطان، مازال محافظًا على حالته الأصلية في إسطنبول، هو مسجد بايزيد الذي بناه السلطان بايزيد الثاني.

## شروط بناء مسجد سلطان
تفرض تقاليد القصر العثماني شروطا معينة لبناء مساجد السلاطين. أولها أن يحقق السلطان انتصارا عسكريا هاما من أجل الحصول على مسجد سلطان، ومع هذا الانتصار يجب أن يغتنم غنيمة مهمة.
لم يؤد بناء مساجد السلاطين إلى تعزيز قلعة الدولة، إلا أن ثروة السلطان الشخصية كانت تستخدم في بناء الجامع، فيما يذهب مؤرخون إلى أن اندفاع السلاطين العثمانيين نحو بناء المساجد المكلفة «يقدِّم إحدى الإجابات عن السؤال الذي يثار كثيرًا: إلى أين كانت ثروة الإمبراطورية العثمانية تذهب؟».
السلاطين الذين لم يلتحقوا بالجبهة ولم يعودوا بغنائم لم يبنوا مساجد السلاطين ولكن هذا التقليد تحطم حينما بنى السلطان أحمد الأول مسجده جامع السلطان أحمد، رغم توسلات الصدر الأعظم والمفتي له بالكف عن بناء مساجد جديدة بسبب الاقتصاد المدمَّر للسلطنة وقتذاك، غير أنه مضى في تشييد مسجده، «بل ساعد في حفر أساساته بنفسه».

## خصائص مساجد السلاطين
- أن يكون هناك مقصورة للسلطان.
- أن يكون لهن أكثر من مئذنة واحدة، وعدد أكبر من القباب.[4]
- أن يتم تعليق لافتات ضوئية كبيرة بين المآذن في شهر رمضان.
- أن يكون المسجد فائق الضخامة.
- ينبغي أن تكون مساجد السلاطين مفتوحة 24 ساعة طوال اليوم.

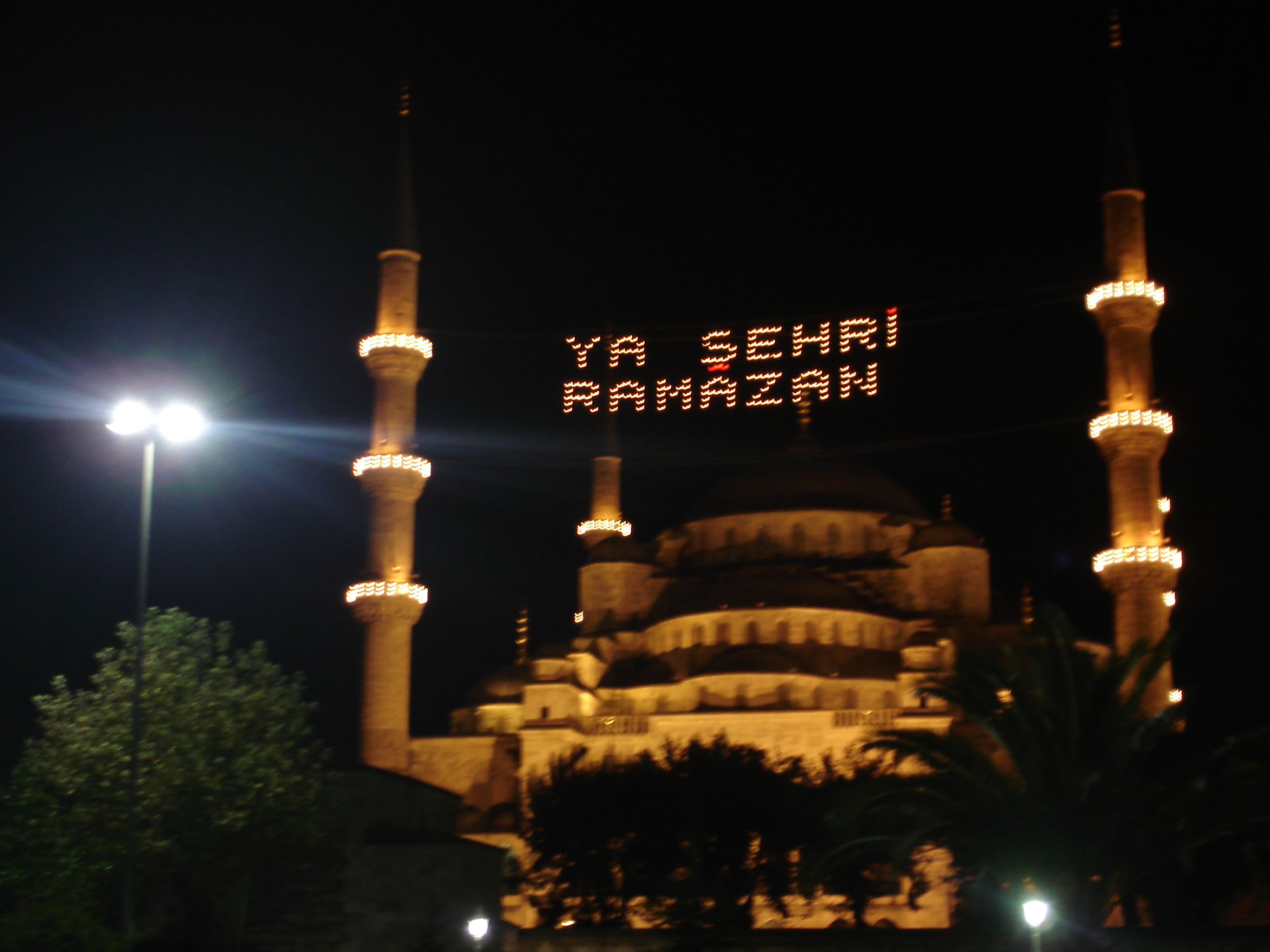
جامع السلطان أحمد، أحد مساجد السلاطين الكائنة في إسطنبول، وتُرى اللافتة الضوئية مساءً معلقة في شهر رمضان.

## إسطنبول
- مسجد سليمان القانوني
- جامع السلطان أحمد
- جامع شاه زاده
- جامع نور عثمانية
- مسجد الفاتح
- مسجد ياووز سليم (مسجد سليم الأول)
- جامع أيوب سلطان
- يني جامع (الجامع الجديد)
- جامع بايزيد
- مسجد السليمية
- جامع ايازما
- جامع لاله لي
- جامع بيلر بي
- جامع أورطاكوي (جامع المجيدية الكبير)
- جامع دولمة باهجة
- جامع النصرتية
- جامع يلدز الحميدية
- جامع مهرماه سلطان (إديرنا كابي)
- جامع مهرماه سلطان (أسكدار)
- Büyükada Hamidiye Camii
- جامع السلطانة الأم برتفنيال
- جامع يني والدة
- مسجد الوالدة العتيق
- Sultan Mustafa Camii

## بورصة
- الجامع الأخضر
- مسجد أولو جامع
- Bursa Camii
- جامع المرادية ببورصة
- جامع ييلدرم بايزيد
- Bursa Murat Hüdavendigar Camii

## إدرنة
- جامع السليمية
- جامع الشرفات الثلاث
- الجامع القديم
- جامع بايزيد الثاني

## كوتاهية
- Kütahya Ulu Cami

## مانيسا
- جامع المرادية
- Manisa Sultan Camii

## قونية
- Konya Selimiye Camii
- جامع العزيزية

## إزمير
- Bergama Ulu Cami
- Foça Fatih Camii
- Hamidiye Camii